# Mali Zvornik
Mali Zvornik (in serbo Мали Зворник?) è una città e una municipalità del distretto di Mačva nel nord-ovest della Serbia centrale, al confine con la Bosnia ed Erzegovina.